# Venceslao
Venceslao  è un nome proprio di persona italiano maschile.

## Varianti
- Maschili: Venceslavo[2], Vinceslao[4][6], Vincislao[4][6]
- Femminili: Venceslava[2][4]

### Varianti in altre lingue
- Armeno: Վյաչեսլավ (Vyačeslav)
- Basco: Bentzeslas[7]
- Bulgaro: Венцеслав (Venceslav)[3]
- Catalano: Venceslau[7]
- Ceco: Václav[3][8], Věnceslav[3]
  - Ipocoristici: Vašek[3]
  - Femminili: Václava[9]
  - Ipocoristici femminili: Vendula[9]
- Francese: Venceslas
- Inglese: Wenceslas[3][8][10]
- Latino: Venceslaus[1][3][10]
- Lettone: Vjačeslavs, Vāclavs
- Lituano: Vaclovas
- Polacco: Wacław[3], Więcesław (arcaica)[3]
  - Femminili: Wacława[9]
- Portoghese: Venceslau
- Rumeno: Veaceslav[3]
- Russo: Вячеслав (Vjačeslav)[3]
  - Ipocoristici: Слава (Slava)[3]
- Slovacco: Václav[3]
- Spagnolo: Venceslao[7], Venceslás[3]
- Tedesco: Wenzeslaus[3], Wenzel[3]
- Ucraino: В'ячеслав (V″jačeslav)[3]
- Ungherese: Vencel[3]

## Origine e diffusione

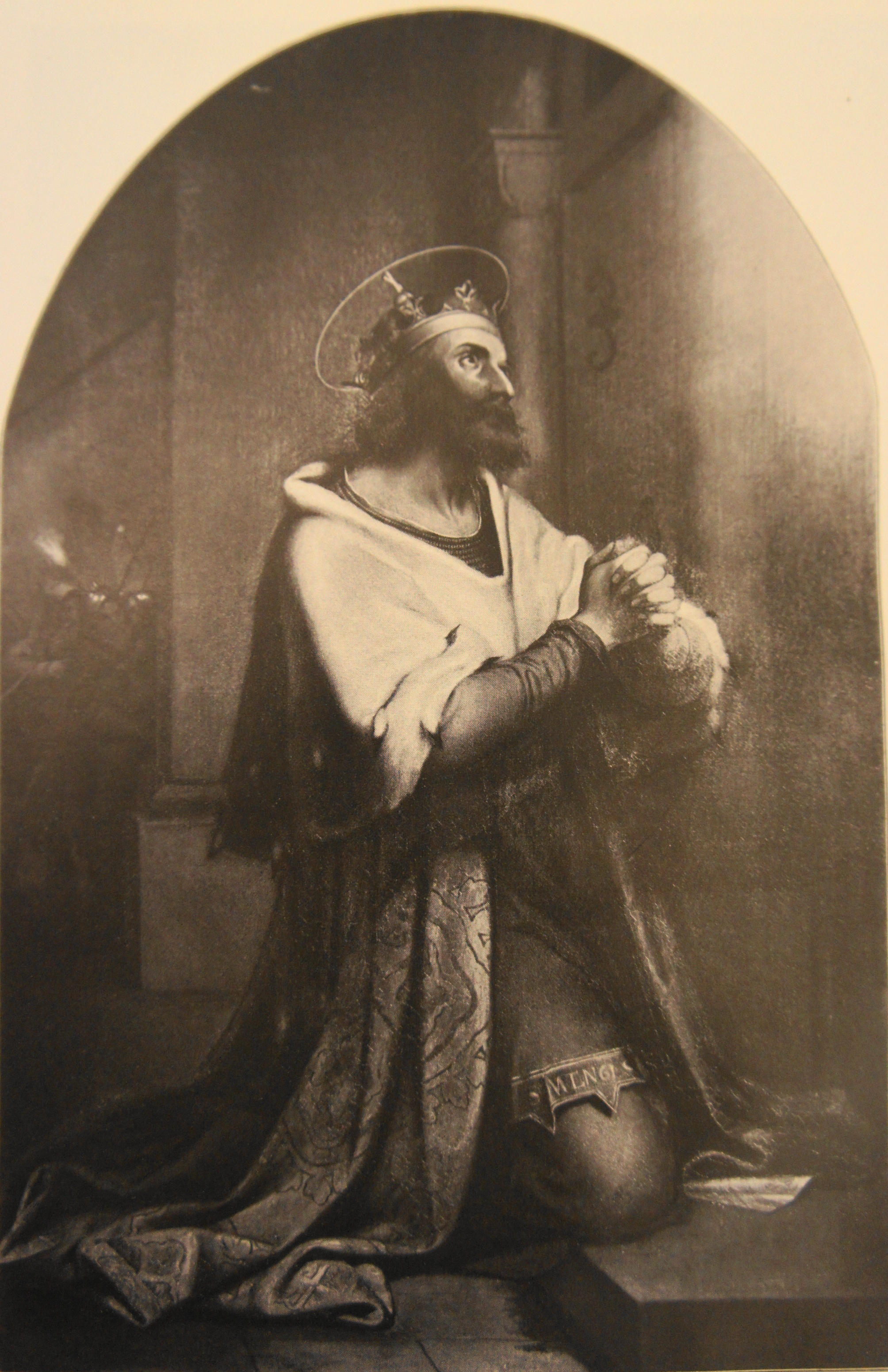
San Venceslao, di Adolf Zimmermann

Deriva dall'antico nome ceco Veceslav o Veceslavŭ, composto dagli elementi slavi vece o ventie ("maggiore") e slav o slavu ("gloria"); il suo significato può essere interpretato come "[che ha] maggiore gloria", "molto glorioso". Va notato che alcune fonti riconducono il primo elemento a wieniec ("corona"), col significato di "gloria della corona".
Venne portato da san Venceslao, un duca di Boemia che venne assassinato da suo fratello Boleslao, e che è il patrono della Repubblica Ceca; dopo di lui venne portato da numerosi sovrani boemi. È ben diffuso in tutti i paesi slavi e specialmente in Repubblica Ceca e Slovacchia; è raro invece in Italia, attestato soprattutto in Veneto e Friuli-Venezia Giulia, in particolare nelle aree dove è presente la minoranza slovena. In inglese è storicamente presente con la forma Wenceslas, ed è ricordato principalmente per il canto natalizio Good King Wenceslas.

## Onomastico
L'onomastico ricorre il 28 settembre in memoria dicitato san Venceslao, martire.

## Persone

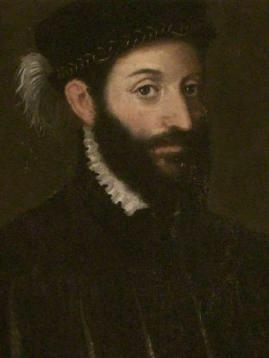
Venceslao III Adamo di Teschen

- Venceslao I, duca di Boemia e santo
- Venceslao II, duca di Boemia
- Venceslao d'Asburgo, arciduca d'Austria
- Venceslao I di Boemia, re di Boemia
- Venceslao II di Boemia, re di Boemia
- Venceslao III di Boemia, re di Boemia
- Venceslao I di Lussemburgo, duca di Lussemburgo
- Venceslao I di Teschen, duca di Teschen
- Venceslao III Adamo di Teschen, duca di Teschen
- Venceslao di Lussemburgo, imperatore del Sacro Romano Impero
- Venceslao Pieralisi, filosofo e teologo italiano
- Venceslao Spalletti, politico italiano

### Variante Vjačeslav

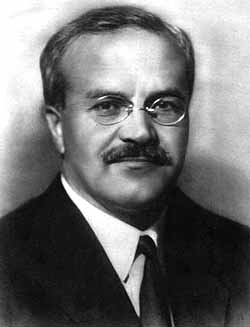
Vjačeslav Michajlovič Molotov

- Vjačeslav Ekimov, ciclista su strada e pistard russo
- Vjačeslav Fetisov, hockeista su ghiaccio, allenatore di hockey su ghiaccio e politico russo
- Vjačeslav Ivanovič Ivanov, poeta, drammaturgo, filosofo, traduttore e critico letterario russo
- Vjačeslav Nikolaevič Ivanov, canottiere sovietico
- Vjačeslav Malafeev, calciatore russo
- Vjačeslav Menžinskij, rivoluzionario e politico sovietico
- Vjačeslav Molotov, politico e diplomatico sovietico
- Vjačeslav Pleve, politico russo
- Vjačeslav Ragozin, scacchista sovietico
- Vjačeslav Tichonov, attore russo
- Vjačeslav Voronin, atleta russo
- Vjačeslav Zajcev, pallavolista sovietico

### Variante Václav

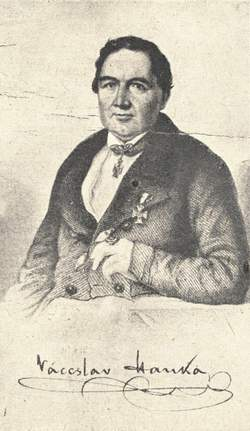
Václav Hanka

- Václav Benda, attivista e matematico ceco
- Václav Prokop Diviš, presbitero, teologo e scienziato ceco
- Václav Hanka, filologo ceco
- Václav Havel, scrittore, drammaturgo e politico ceco
- Václav Klaus, politico ceco
- Václav Pichl, compositore e violinista ceco
- Václav Pilař, calciatore ceco
- Václav Špála, pittore e illustratore ceco
- Václav Švejcar, pittore ceco
- Václav Svěrkoš, calciatore ceco
- Václav Jan Křtitel Tomášek, compositore e insegnante ceco

### Variante Wacław
- Wacław Berent, scrittore polacco

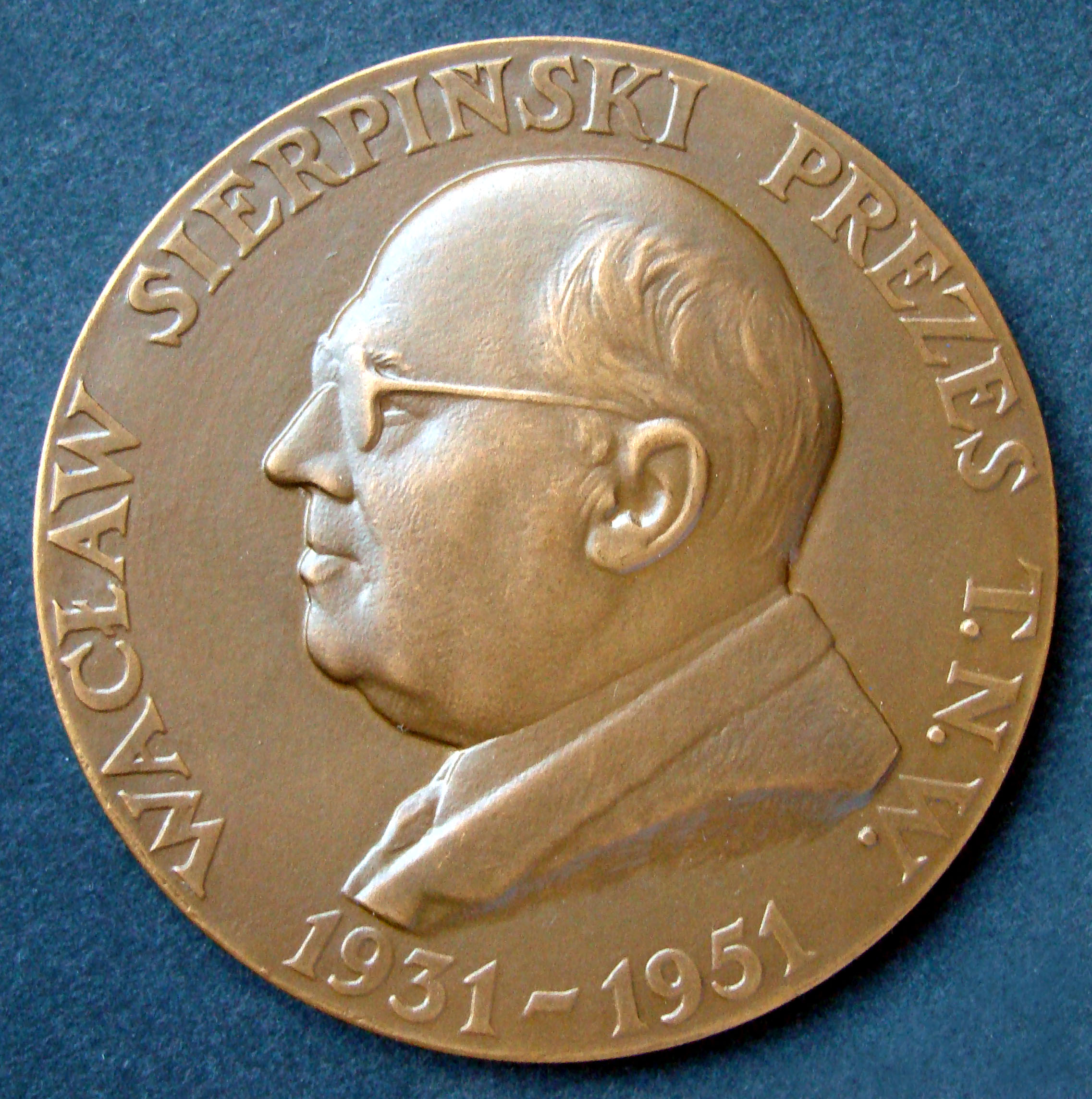
Wacław Sierpiński

- Wacław Sierpiński, matematico polacco
- Wacław di Szamotuły, compositore polacco

### Altre varianti

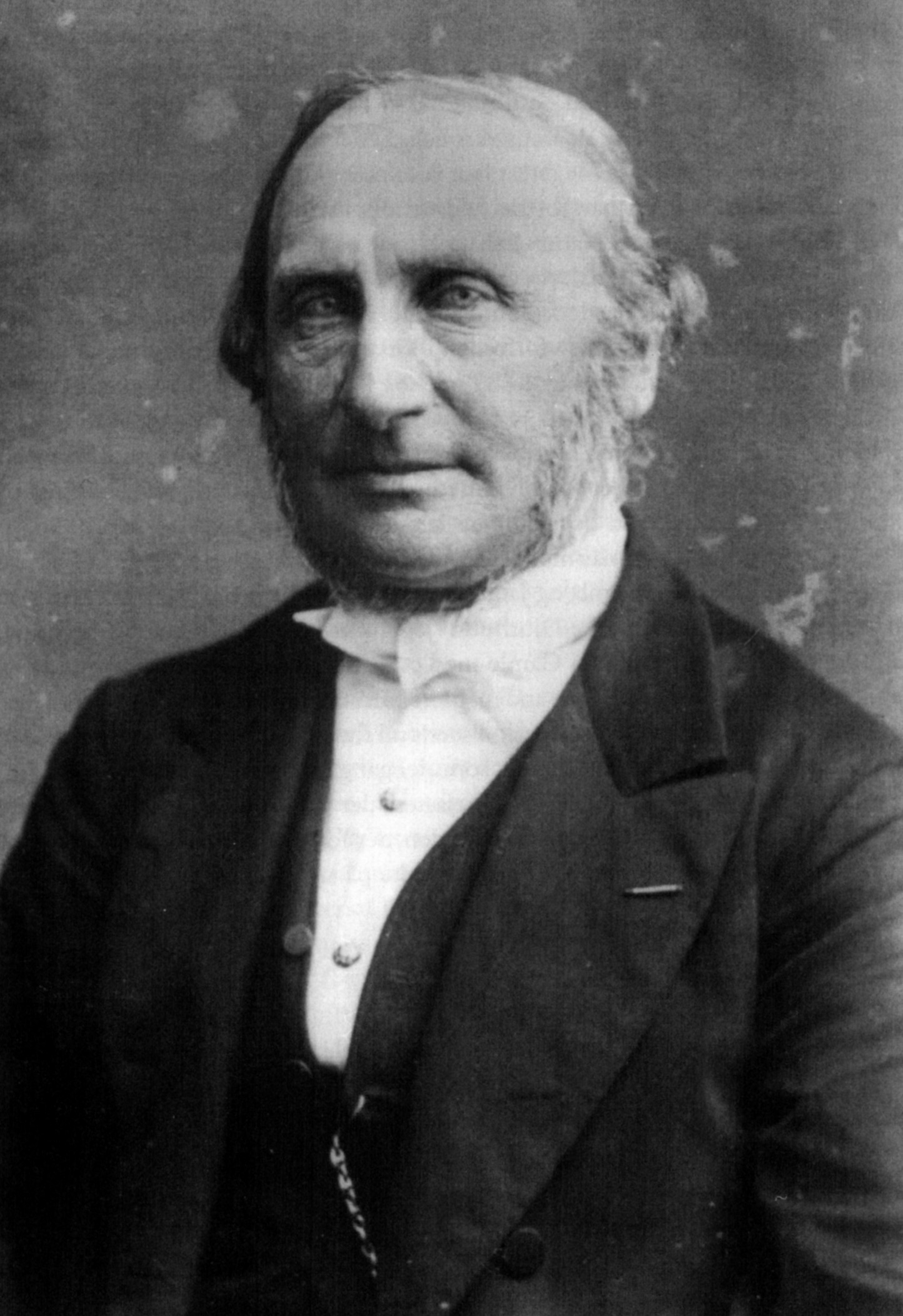
Venceslaus Ulricus Hammershaimb

- Venceslau Brás, avvocato e politico brasiliano
- Venceslaus Ulricus Hammershaimb, religioso, scrittore e linguista faroese
- Wenceslaus Hollar, incisore e acquafortista ceco
- V"jačeslav Kravcov, cestista ucraino
- Venceslas Kruta, archeologo e storico francese
- Wenceslao Paunero, militare e politico argentino
- Wenzel Peter, pittore austriaco
- Wenceslas Seweryn Rzewuski, orientalista polacco
- Wenzel Anton von Kaunitz-Rietberg, diplomatico e politico austriaco
- Wenzeslaus von Thun, vescovo cattolico tedesco